# Herschel Bernardi
Pour les articles homonymes, voir Bernardi.
Herschel Bernardi est un acteur et chanteur américain né le 30 octobre 1923 à New York (État de New York) et mort le 9 mai 1986 à Los Angeles (Californie).

## Biographie
Il fut placé sur la liste noire à l'époque du maccarthysme[réf. nécessaire].

## Théâtre
- 1964-1965 : Bajour : Cockeye Johnny Dembo
- 1965-1967 : Un violon sur le toit : Tevye (en remplacement de Zero Mostel)
- 1968-1968 : Zorba : Zorba
- 1979 : The Goodbye People : Max Silverman
- 1981 : Un violon sur le toit : Tevye

## Filmographie
- 1937 : Green Fields (en) de Jacob Ben-Ami et Edgar G. Ulmer : Avram-Yankov
- 1938 : The Singing Blacksmith d'Edgar G. Ulmer : Yankel jeune
- 1945 : Crime, Inc. (en) de Lew Landers
- 1947 : Danger Street : le portier du casino
- 1958 : Stakeout on Dope Street (en) d'Irvin Kershner : Mr. Fennel
- 1958 : Meurtre sous contrat d'Irving Lerner : George
- 1960 : The Savage Eye (en) de Ben Maddow Sidney Meyers et Joseph Strick : Kirk
- 1961 : Un vent froid en été (en) d'Alexander Singer : Juley Franz
- 1961 : The George Raft Story de Joseph M. Newman : Sam
- 1963 : Irma la Douce de Billy Wilder : l'inspecteur Lefevre
- 1963 : Une certaine rencontre de Robert Mulligan : Dominick Rossini
- 1976 : La Folle Escapade : Max Turner
- 1976 : Le Prête-nom de Martin Ritt : Phil Sussman

### Télévision

#### Téléfilms
- 1968 : A Hatful of Rain : John Pope Sr.
- 1970 : But I Don't Want to Get Married! (en) : Walter Benjamin
- 1972 : Sans issue (en) (No Place to Run) de Delbert Mann et John Badham : Hyam Malsh
- 1972 : Sandcastles : Alexis
- 1974 : Judgement: The Trial of Julius and Ethel Rosenberg
- 1974 : The Story of Jacob and Joseph (en) : Laban
- 1978 : Actor : Nahum Favel Weissenfreund
- 1981 : The Million Dollar Face : Nick Ravenna
- 1986 : I-Man : Art Bogosian

#### Séries télévisées
- 1958 : Peter Gunn : le lieutenant Jacoby
- 1970 : Arnie (en) : Arnie Nuvo
- 1977 : Seventh Avenue : Joe Vitelli
- 1985 : Hail to the Chief : Helmut Luger

## Doublage
- 1959 : 1001 Arabian Nights de Jack Kinney : le génie de la lampe
- 1964 : Le Bourreau, court métrage de Les Goldman et Paul Julian : narrateur
- 1965 : Sean O'Casey: The Spirit of Ireland : narrateur
- 1965 : The Man from Button Willow (en) de David Detiege
- 1966 : Mighty Heroes (en) : Strong Man / Diaper Man / Tornado Man
- 1970 : The Ghost Monster
- 1970 : The Drifter de Ralph Bakshi et Robert Taylor
- 1970 : The Shocker
- 1971 : The Big Freeze : Strong Man / Diaper Man / Tornado Man
- 1974 : Journey Back to Oz de Hal Sutherland : Woodenhead Pinto Stallion III
- 1985 : David and Goliath : Goliath